# Weißstieliger Rötling
|  | Dieser Artikel wurde aufgrund von formalen oder inhaltlichen Mängeln in der Qualitätssicherung Biologie im Abschnitt „Mykologie“ zur Verbesserung eingetragen. Dies geschieht, um die Qualität der Biologie-Artikel auf ein akzeptables Niveau zu bringen. Bitte hilf mit, diesen Artikel zu verbessern! Artikel, die nicht signifikant verbessert werden, können gegebenenfalls gelöscht werden. Lies dazu auch die näheren Informationen in den Mindestanforderungen an Biologie-Artikel. Begründung: Quellen fehlen (einzige Quelle ist eine semi-seriöse Internetseite). Artikel ist ausbaufähig, wichtige Elemente fehlen. |

Der Weißstielige Rötling (Entoloma lividoalbum, Syn.: Rhodophyllus lividoalbus) ist eine Pilzart aus der Familie der Rötlinge. Innerhalb der Gattung wird er der Untergattung Entoloma zugeordnet, die hauptsächlich Arten mit stattlichen, ritterlingsartigen Fruchtkörpern enthält. Er ist giftig und kann zum Beispiel mit dem essbaren Schildrötling (Entoloma clypeatum) verwechselt werden. 

## Merkmale

### Makroskopische Merkmale
Der Hut wird zwischen 3 und 8 cm breit, in seltenen Fällen bis 10 cm. Seine Hutfarbe ist meist graubraun oder gelbbraun mit einer glatten und matten Huthaut, die zum Rand ausbleicht. Der Hut ist auf eingedellt mit einem Buckel in der Mitte und einem welligen Rand. Das Fleisch des Pilzes ist weiß. Der Stiel ist weiß, dabei dünn- bis dickfleischig, von der Struktur her faserig. Der Stiel ist nicht hohl, sondern voll und ausgestopft. Die Lamellen sind jung weißlich, später durch das Sporenpulver rosa eingefärbt. Die Lamellen sind ausgebuchtet angewachsen und leicht mit Zahn am Stiel herablaufend und gegabelt. Die Schneiden sind uneben, wellig und gezahnt.
Der Geruch ist mehlig, der Geschmack mild und mehlig. Eine Geschmacksprobe sollte aufgrund der Giftigkeit nur in geringster Menge vorgenommen werden, wobei der Pilz niemals heruntergeschluckt werden sollte. Grundsätzlich sollten Laien niemals Geschmacksproben bei unbekannten Pilzarten durchführen.

### Mikroskopische Merkmale
Das Sporenpulver ist rosa, die Sporen haben eine Größe von 8–10 × 6–7 µm.

## Ökologie und Phänologie
Der Weißstielige Rötling kommt in Parks und auf Wiesen als auch in Mischwäldern vor. Er ist ein Folgezersetzer, dessen Fruchtkörper vom Frühling bis Herbst erscheinen können.